# شهرستان پوروفسکی
شهرستان پوروفسکی (به لاتین: Purovsky District) یک شهرستان در روسیه است که در ناحیه خودگردان یامالو-ننتس واقع شده‌است.